# GreenGT
GreenGT est une société d’ingénierie suisse fondée en 2008 et spécialisée dans les technologies hydrogène à pile à combustible. Basée à Morges, dans le canton de Vaud, elle développe et intègre des systèmes destinés à la mobilité et à la production d’énergie.   

## Histoire
GreenGT a été fondée en 2008 par Jean-François Weber, Christophe Schwartz et Stanislas de Sadeleer. La société cherche à proposer une alternative à la propulsion thermique traditionnelle dans les domaines où les batteries seules étaient insuffisantes, en termes de puissance et d’autonomie.  
Elle a collaboré avec Citroën pour concevoir le concept-car Survolt, puis a développé la GreenGT H2, l’un des premiers démonstrateurs de compétition à pile à combustible, qui réalisa notamment un tour de démonstration lors des 24 Heures du Mans. Elle a ensuite présenté la H2 Speed, en partenariat avec Pininfarina, lors du Salon de Genève 2016.  

Fuel cell test bench

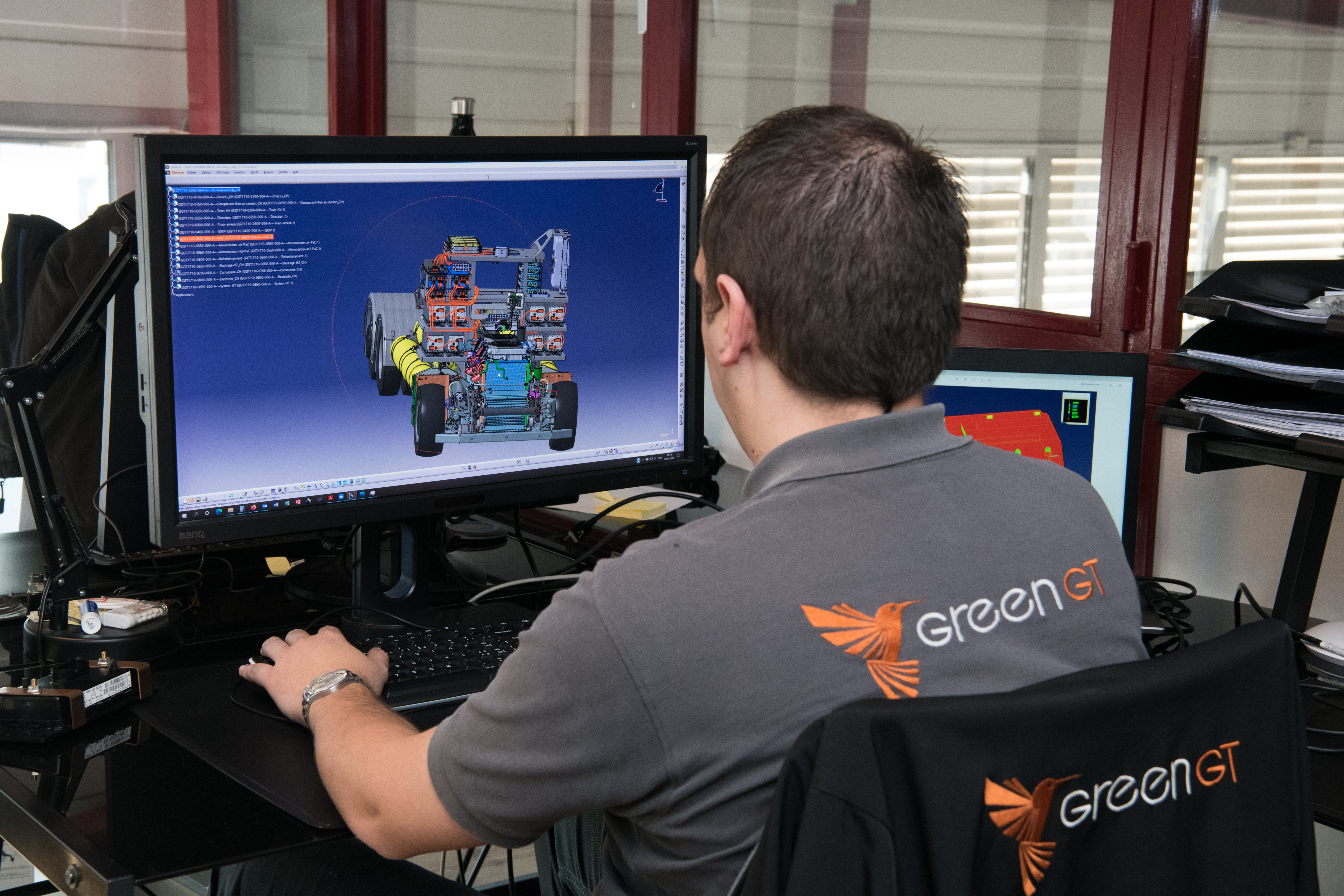
Hydrogen truck design

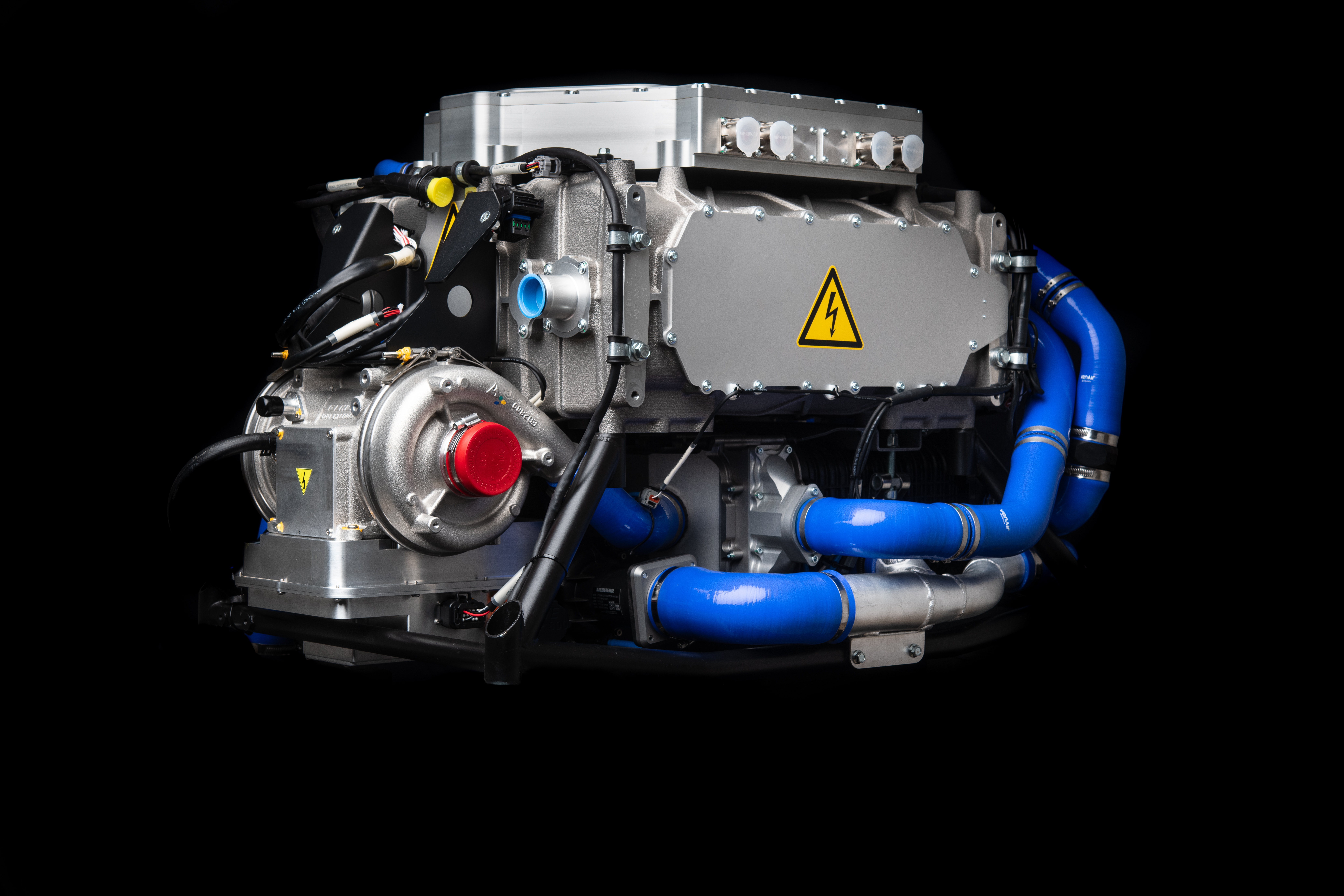
GreenGT NGT 60 kW fuel cell system

Au fil de son développement, la société a progressivement évolué d’un rôle de constructeur expérimental vers celui d’un bureau d’ingénierie spécialisé dans l’hydrogène.  

## En France
Pour accompagner ses programmes liés au sport automobile et aux véhicules utilitaires, GreenGT a créé une filiale en France, GreenGT Technologies, chargée de l’exploitation des véhicules de course LMPH2G et H24, ainsi que de la coordination du projet Cathyope.  

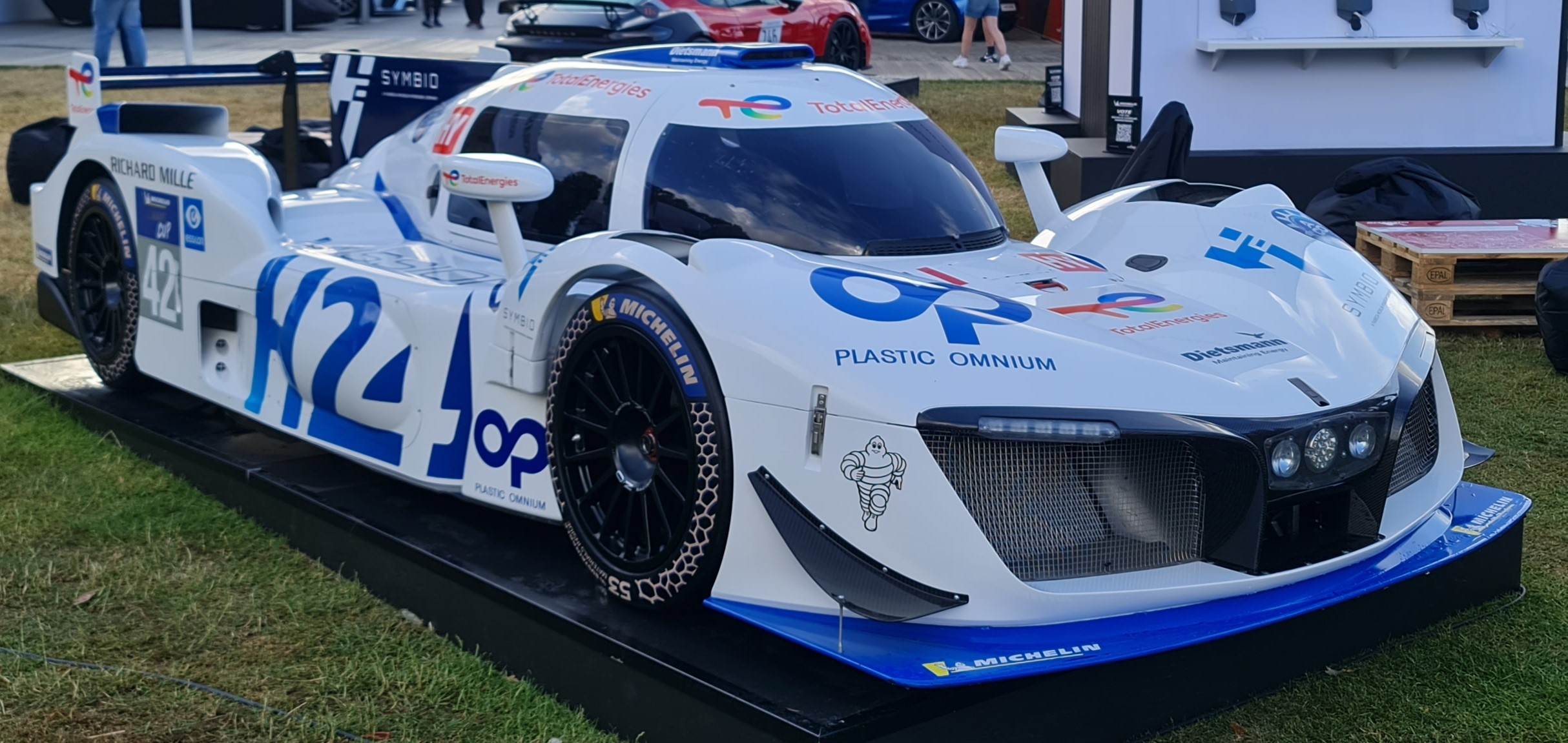
LMPH2G

En 2023, cette filiale a été revendue et a pris le nom de H24Project. Elle poursuit depuis la gestion du programme MissionH24 en partenariat avec l’ACO. À la suite de cette réorganisation, les prototypes LMPH2G et H24 ont été rapatriés en Suisse, sous la responsabilité directe de GreenGT.  

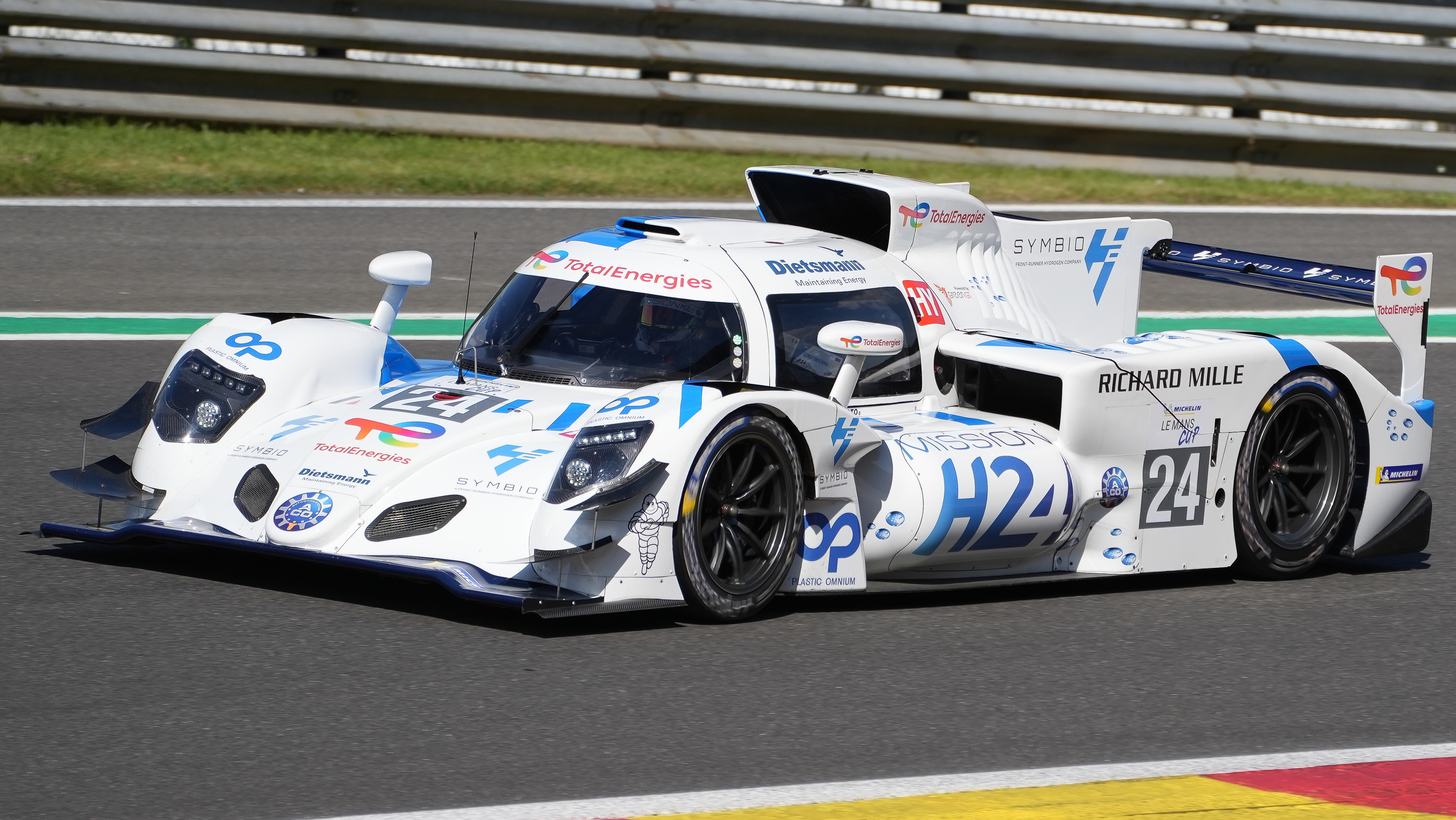
H24

## Références

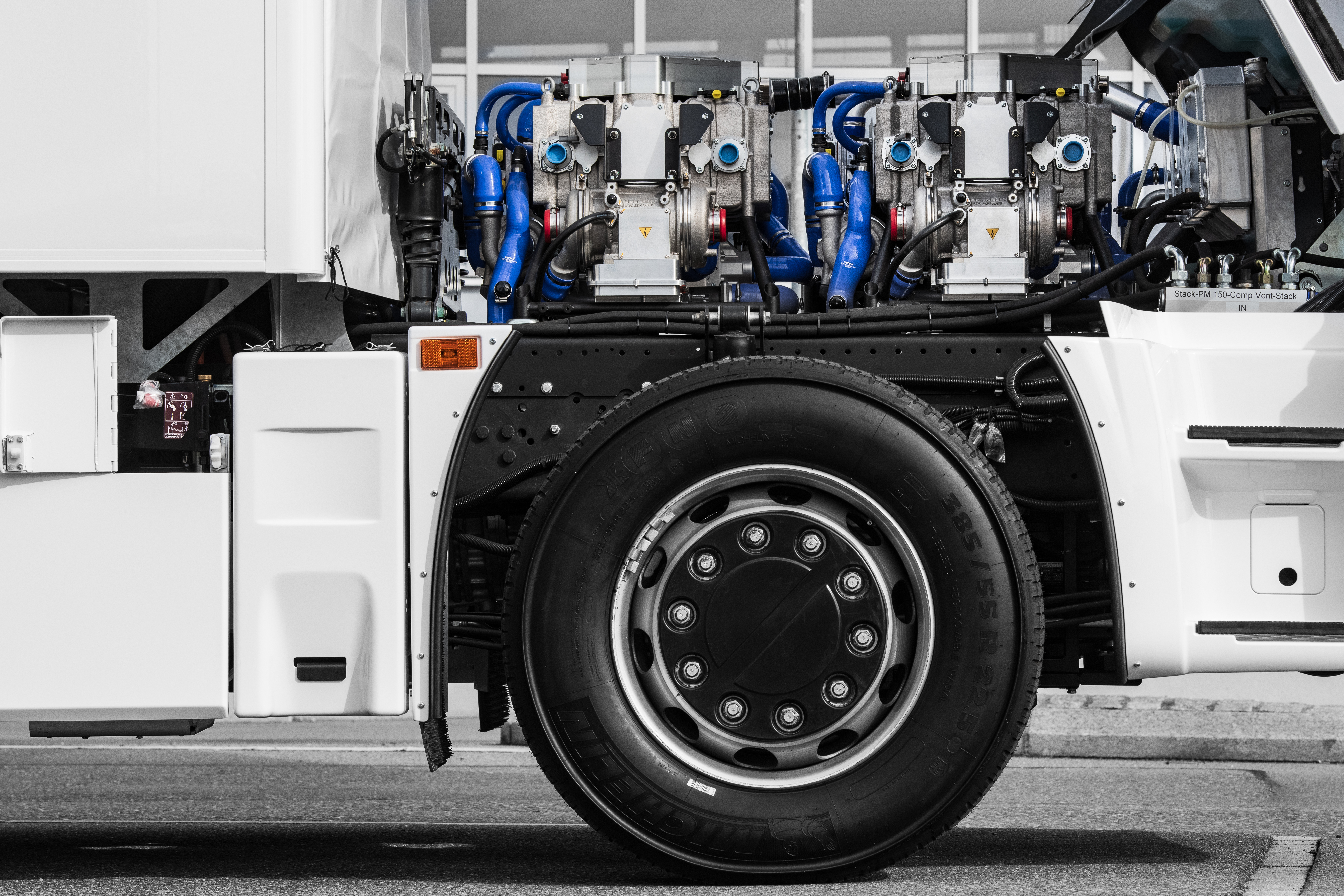
GOH hydrogen truck

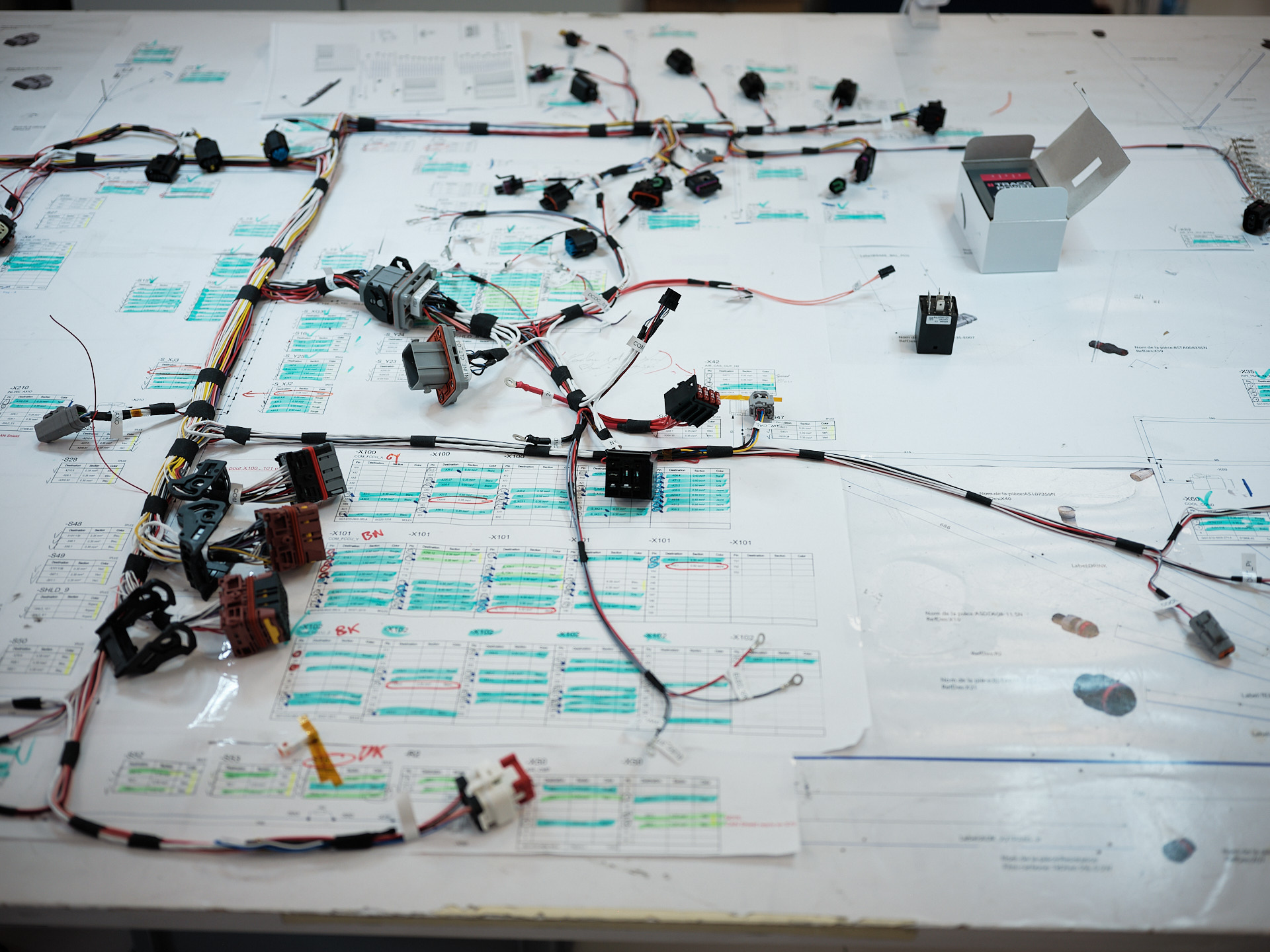
Faisceau électrique pour pile a combustible